# Рудольф Райхельт
Рудольф Райхельт (нім. Rudolf Reichelt, 24 березня 1890 — 26 листопада 1971) — німецький академічний веслувальник.
Бронзовий призер Олімпійських Ігор 1912 року в складі вісімки.